# かなたかける
『かなたかける』は、高橋しんによる日本の漫画。駅伝を主題とした作品で、『週刊ビッグコミックスピリッツ』（小学館）にて、2016年6・7合併号（2016年1月4日発売）から2018年40号（2018年9月3日発売）まで連載された。

## 概要
高橋は、自身が箱根駅伝走者だったこともあり、漫画家デビューしてからも「自分はランナーである」という思いがあった。そのため駅伝を主題にした漫画を描くことに納得できないと考えていた。しかし、デビューして20年以上経過し、その思いも少しずつ緩やかになり、テレビで女子マラソンを見ていたところ、シーンやセリフが浮かんできた。デビュー26年目にして、初めて駅伝を主題に掲げた本作に取り組むことになる。
高橋は、本作の行間（コマ間）に自身の体感を投影し、走る際の爽やかな風、炎天下の熱といった自分が走っているような感覚を届けることができたら良いとしている。また、スポーツ報知の甲斐毅彦は「キャラクターが駆ける時のスピードや吹き抜けていく風の強さを読み手が追体験できるような作品」と評している。
本作の製作は、ネーム作成、高橋のペン入れまではComicStudioで行われ、アシスタントがアナログで執筆した背景をデジタル合成している。入稿は全てデジタル入稿となっている。
最終話が掲載された週刊ビッグコミックスピリッツ2018年40号には2019年から大学駅伝を舞台に紡がれる新たな物語が始まることが告知された。

## あらすじ

### 小学生駅伝編
駅伝の聖地である箱根の小学校に、主人公の少女・桜庭かなたが転校してくるところから物語は始まる。好きなことは、目の前の道をどこまでも駆けていくこと。不思議な子、と最初は距離を置いていた仲間たちにも、純真な思いは少しずつ伝わっていく―。

## 主な登場人物
桜庭かなた
東京から箱根に転校してきた少女。主人公。
走るのが大好きで、綺麗なフォームで走るが、ものすごい鈍足。更には人の背中を追い抜くのが好きで、負けず嫌い。
小学生駅伝では3区を走る。
凪野はると
転校してきた「変人」であるかなたが気になる。
小学生駅伝では4区を走る。
菜穂
スポーツ万能ではあるが気が弱い。小学生駅伝では1区を走る。
陸
小学生駅伝では2区を走る。
さな先生
かなたたちの担任。フルネームは宮城野さな。全日本大学女子駅伝で4年連続区間賞を獲得し、日本インカレ10000メートル競走優勝経験もある。なお、その後、監督と喧嘩し、殴ってクビになる。本人は自分で辞めたと主張している。その筋では有名。
向井出雲
かなた、はるととは別の塔ノ浦小学校。全国クロスカントリーリレーで優勝経験もある有力選手。かなたからは「メガネくん」と呼ばれる。
小学生駅伝では4区を走る。

## 書誌情報
- 高橋しん 『かなたかける』 小学館〈ビッグコミックス〉、全10巻
  1. 2016年3月30日発売 ISBN 978-4-09-187584-6
  2. 2016年6月30日発売 ISBN 978-4-09-187635-5
  3. 2016年11月30日発売 ISBN 978-4-09-189240-9
  4. 2016年12月28日発売 ISBN 978-4-09-189263-8
  5. 2017年5月30日発売 ISBN 978-4-09-189557-8
  6. 2017年9月29日発売 ISBN 978-4-09-189646-9
  7. 2017年12月27日発売 ISBN 978-4-09-189704-6
  8. 2018年3月30日発売 ISBN 978-4-09-189815-9
  9. 2018年7月30日発売 ISBN 978-4-09-860047-2
  10. 2018年10月30日発売 ISBN 978-4-09-860118-9